# Fordingbridge
Fordingbridge est une ville faisant partie de la paroisse civile de Fordingbridge. Elle est située dans le district de New Forest et le comté du Hampshire en Angleterre.

## Géographie
La ville est traversée par la rivière Avon et compte une population de 5 998 habitants en 2011.
Elle se trouve à 130 km au sud-ouest de Londres et à 16 km au sud de la ville de Salisbury.
Fordingbridge est un ancien bourg, un marché s'y tient régulièrement.
Le sentier de grande randonnée de la vallée de l'Avon traverse la ville.

## Histoire
Le nom de Fordingbridge apparait dans le Domesday Book en 1086 sous le nom de Forde.
Le maître de la ville était un certain Robert dit « Robert le fils de Gerald ». Avant 1066, elle avait été tenue du roi Edward par Alwy.
Au début du XIIIe siècle, Hugh de Linguireen est le maître. En mourant vers 1231, il laisse son héritage à Alice, une nièce, épouse de Guillaume de la Falaise.
Fordingbridge a ensuite été tenue par la famille Rowner.
La ville est par la suite dirigée par Elias de la Falaise jusqu'à sa mort en 1254. Son frère Guillaume est mort la même année. Avant 1277, la ville a été vendue à la Couronne par le félon Guillaume de la Falaise, petit-fils de Guillaume, et fut donnée en cette année à sir William le Brune, chambellan du roi.
La possession de la ville passe à la famille Brune jusqu'à la mort de Charles Brune en 1769, quand la maison de Brune s'est éteinte sans lignée masculine. Par son testament, ses domaines furent finalement donnés à son neveu le révérend Charles Prideaux-Brune de Prideaux Place, à Padstow dans les Cornouailles. La ville resta alors en possession de la famille Prideaux-Brune.
Le tissage y a été pratiqué au XVIe siècle et au XIXe siècle. Des usines fabriquaient de la toile de voile et filaient le lin.
En 1900, l'industrie principale de la ville était la fabrication de toile de voile et la fabrication de briques et de tuiles.
Des moulins à farine, une fonderie de fer étaient également en activité.

## Le pont

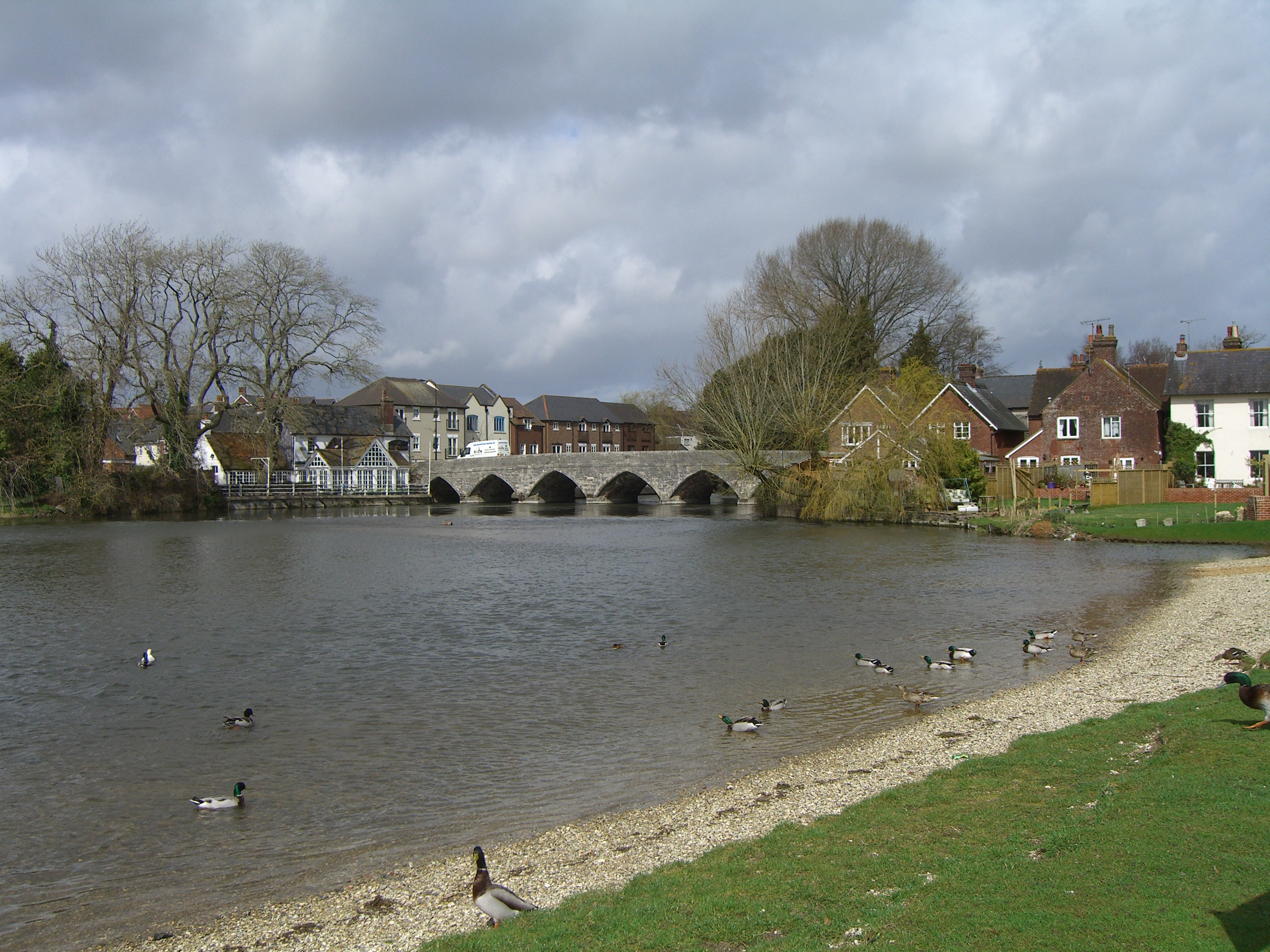
Les arches du pont sur l'Avon.

Le premier pont de Fordingbridge a été construit avant 1252, date à laquelle l'huissier et les hommes de la ville ont reçu une « subvention de pontage » pour des travaux de réparation. Plusieurs subventions similaires ont suivi, la dernière étant datée de 1452.
Le pont mesure 40 mètres de long et se compose de sept arches de pierre. Il a beaucoup facilité la circulation dans la ville.
À l'extrémité est du pont a été construit l'« hôpital Saint-Jean-Baptiste » pour les voyageurs pauvres.
L'hôpital a été fondé en 1272 et a cessé son activité en 1546.
Seuls certains murs des fondations sont encore visibles
Une coutume qui a survécu jusqu'en 1840 a obligé le seigneur de Fordingbridge, au cours d'un mois d'été connu sous le nom de « mois de clôture », à maintenir le pont gardé et à arrêter quiconque prenant de la venaison dans la New Forest.
Des modifications importantes ont été apportées en 1841 lorsque les deux côtés du pont ont été élargis, ajoutant 45 cm à sa largeur.
Les arches originales sont encore visibles, leur largeur étant inférieure à celle du XIXe siècle. Un sentier en béton armé a été ajouté en 1901 d'un côté pour élargir le pont.

## Église Sainte-Marie

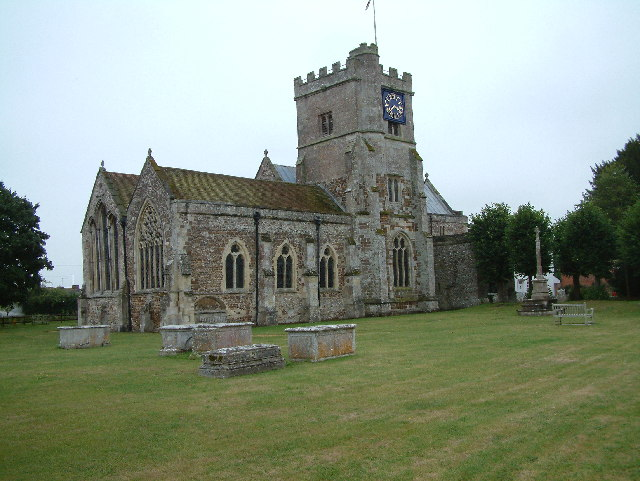
L'église Sainte-Marie.

L'église Sainte-Marie était à l'origine un bâtiment du XIIe siècle.
Vers 1220-1240, l'église fut considérablement agrandie et pratiquement reconstruite.
Une tour fut construite au XVe siècle.
Au XIXe siècle, la sacristie du sud fut reconstruite et agrandie, une seconde sacristie fut ajoutée.
On entreprit alors une rénovation importante
L'église abrite un mémorial à James Alexander Seton, le dernier britannique tué dans un duel en Angleterre.

## Brookheath
Brookheath  (50° 57′ 05″ N, 1° 48′ 37″ O) est un petit hameau près de Fordingbridge. Il se trouve en dehors du Parc national New Forest.
Son nom évoque la présence d'un ruisseau, voisin de landes de bruyères.

## Tinkers Cross
Tinkers Cross  (50° 56′ 26″ N, 1° 47′ 49″ O) est un hameau du parc national de New Forest dans le Hampshire, en Angleterre.
Fordingbridge se trouve à environ 1,8 km au sud-est de son hameau.
Le nom du hameau pourrait être lié à une croix « bricolée ».

## East Mills
East Mills  (50° 55′ 41″ N, 1° 46′ 26″ O) est un hameau de Fordingbridge sur la rivière Avon, à environ 2,4 km du centre-ville.
Des moulins sur l'Avon auraient donné leur nom au hameau.

## Résidents notables
- Major général Andrew Hay - Officier de l'armée britannique, né en 1762 et transféré à Fordingbridge en 1802 jusqu'à sa mort à la bataille de Bayonne en 1814 ;
- William Ernest Brymer - (1840-1909) - Homme politique et député né à Fordingbridge ;
- Charles Chubb - (1779-1845), fabricant anglais de serrures de sécurité ;
- James Alexander Seton (1816-1845), dernier Britannique tué dans un duel en Grande-Bretagne ; il est enterré à l'église St Mary ;
- John Charles Durant - (15 juillet 1846 - 14 décembre 1929) imprimeur anglais et politicien libéral ;
- Augustus John - Portraitiste gallois, né en 1878, a vécu à Fordingbridge de 1927 jusqu'à sa mort en 1961[10] ;
- Frank Jefferis - (1884-1938), ancien footballeur de Southampton FC, Everton FC et footballeur d' Angleterre ;
- Neil McCarthy - acteur, né en 1933 ;
- Anne-Marie Mallik - née en 1952, ancienne actrice - enfant, interprète Alice dans Alice au pays des merveilles, (pièce de télévision de 1966) ;
- Paul Kidby - artiste né en 1964, connu pour son art basé sur Disque-monde ((en) Discworld), 'Terry Pratchett', vit et travaille à Fordingbridge ;
- Daniel O'Mahony - écrivain né en 1973 ;
- David Oakes - acteur, né en 1983.

## Jumelages
- Vimoutiers (France) depuis 1981[11].